# Ouliana Nigmatoullina
Ouliana Nikolaïevna Nigmatoullina née Kaïcheva (russe : Улья́на Никола́евна Нигматуллина) le 8 mars 1994 à Mojga, est une biathlète russe, double médaillée aux Jeux olympiques de Pékin en 2022, d'argent sur le relais féminin et de bronze sur le relais mixte.

## Carrière
Kaisheva connaît une carrière junior riche en succès qui commence lors des Jeux olympiques de la jeunesse d'hiver de 2012, remportant trois médailles, dont l'or à la poursuite. Aux Championnats du monde jeunesse 2013, elle glane les quatre médailles d'or mises en jeu. Aux Championnats d'Europe junior de la même année, elle remporte la médaille d'or sur le sprint.
Elle fait ses débuts en Coupe du monde en décembre 2015 à Pokljuka. Avec Tatiana Akimova, elle est la seule biathlète féminine russe à participer aux Jeux olympiques d'hiver de 2018. Elle s'y classe notamment 24e de l'individuel (son meilleur résultat).
Kaisheva signe ensuite ses deux premiers top dix en Coupe du monde en mars 2018 à Oslo, avec deux huitièmes places.
Nigmatoullina fait partie des dix biathlètes (cinq hommes et cinq femmes) sélectionnés afin de participer aux Jeux olympiques 2022 à Pékin en Chine. Première relayeuse de l'équipe du Comité Olympique Russe sur le relais mixte, elle décroche la médaille de bronze avec ses coéquipiers Kristina Reztsova, Alexander Loginov et Eduard Latypov, derrière la Norvège et la France.

## Palmarès

### Jeux olympiques
| Édition / Épreuve | Individuel | Sprint | Poursuite | Mass start | Relais                             | Relais mixte                        |
| ----------------- | ---------- | ------ | --------- | ---------- | ---------------------------------- | ----------------------------------- |
| Pyeongchang 2018  | 24e        | 33e    | 52e       | —          | —                                  | 9e                                  |
| Pékin 2022        | 78e        | 13e    | 11e       | 17e        | Médaille d'argent, Jeux olympiques | Médaille de bronze, Jeux olympiques |

Légende :
- : première place, médaille d'or
- : deuxième place, médaille d'argent
- : troisième place, médaille de bronze
- — : non disputée par Kaisheva

### Championnats du monde
| Édition / Épreuve | Individuel | Sprint | Poursuite | Mass start | Relais | Relais mixte | Relais mixte simple |
| ----------------- | ---------- | ------ | --------- | ---------- | ------ | ------------ | ------------------- |
| Östersund 2019    | 60e        | —      | —         | —          | 5e     | —            | —                   |
| Pokljuka 2021     | 24e        | 36e    | 29e       | —          | 11e    | 9e           | —                   |

Légende :
- — : non disputée par Kaisheva

### Coupe du monde
- Meilleur classement général : 20e en 2021.
- Meilleur résultat individuel : 5e.
- 6 podiums[3] :
- 4 podiums en relais : 1 victoire et 3 deuxièmes places.
- 2 podiums en relais mixte : 1 victoire et 1 troisième place.

 Dernière mise à jour le 16 février 2022 

#### Classements en coupe du monde
| Saison    | Individuel | Individuel | Sprint | Sprint   | Poursuite | Poursuite | Mass start | Mass start | Général | Général  |
| Saison    | Points     | Position   | Points | Position | Points    | Position  | Points     | Position   | Points  | Position |
| --------- | ---------- | ---------- | ------ | -------- | --------- | --------- | ---------- | ---------- | ------- | -------- |
| 2015-2016 |            |            | -      | nc       |           |           |            |            | -       | nc       |
| 2016-2017 | -          | nc         | -      | nc       | 19        | 67e       | 22         | 64e        | 41      | 73e      |
| 2017-2018 | -          | nc         | 66     | 43e      | 50        | 42e       |            |            | 116     | 48e      |
| 2018-2019 | 32         | 35e        | 22     | 66e      | 30        | 55e       |            |            | 84      | 56e      |
| 2019-2020 |            |            | -      | nc       |           |           |            |            | -       | nc       |
| 2020-2021 | 58         | 14e        | 137    | 20e      | 102       | 26e       | 80         | 22e        | 394     | 20e      |
| 2021-2022 | 71         | 5e         | 65     | 37e      | 79        | 29e       | 70         | 22e        | 285     | 25e      |

### Championnats du monde junior
- Presque Isle 2014 :
  -  Médaille d'argent en relais.
  -  Médaille de bronze à l'individuel.
- Minsk 2015 : 
  -  Médaille d'argent au relais.

### Championnats du monde jeunesse
- Obertilliach 2013 :
  -  Médaille d'or en sprint, poursuite, individuel et relais.

### Championnats d'Europe junior
- Bansko 2013 :
  -  Médaille d'or en sprint.
- Nove Mesto 2014 :
  -  Médaille d'argent au relais mixte et à la poursuite.
  -  Médaille de bronze en sprint.
- Otepää 2015 :
  -  Médaille d'or au relais mixte.
  -  Médaille d'argent en poursuite.
  -  Médaille de bronze en sprint.

### Jeux olympiques de la jeunesse
- Innsbruck 2012 :
  -  Médaille d'or de la poursuite.
  -  Médaille d'argent du relais ski de fond/biathlon.
  -  Médaille de bronze du sprint.

### IBU Cup
- 16 podiums individuels, dont 7 victoires.

Palmarès au 28 décembre 2020